# Netcraft
Netcraft è una società di monitoraggio della rete internet con sede a Bath in Inghilterra. Netcraft fornisce analisi sui server web e il mercato dell'hosting, inclusi la rilevazione di web server e sistemi operativi, e il loro servizio in alcuni casi consiste nel monitorare l'uptime. 
Offre anche verifiche di sicurezza e pubblica novità sullo stato di varie reti che compongono internet. Queste statistiche sono ampiamente considerate e ritenute rilevanti dalla stampa internet.
La società è famosa per la sua barra gratuita anti-phishing per Firefox e Internet Explorer.
Uno studio commissionato da Microsoft concluse che la barra di Netcraft è tra i più efficaci strumenti per combattere il phishing su Internet.